# Zemplén (comitaat)
Het comitaat Zemplén  (In het Duits Komitat Semplin, in het Hongaars Zemplén vármegye en in het Latijn comitatus Zemplinum) is een historisch Hongaars comitaat, gelegen in het huidige Slowakije en Hongarije en bestond tussen de 13e eeuw en 1920. Het gebied werd in de 13e eeuw bestuurd vanuit het Kasteel van Zemplén en de stad Sárospatak (in het Slowaaks Blatný Potok). Tussen de 14e eeuw en 1748 werd het gebied bestuurd vanuit het stadje Zemplén. Van 1748 tot 1920 was de hoofdstad Sátoraljaújhely.

## Ligging
Het comitaat Semplin grensde in het noorden aan Polen (tussen 1772–1918 aan het Oostenrijkse kroonland aan Galicië), in het oosten aan het comitaat Ung, in het zuiden aan het comitaat Szabolcs, het westelijke puntje aan het comitaat Borsod, in het zuidwesten aan het comitaat Abaúj-Torna en in noordwesten aan het comitaat Sáros.
Het gebied bevindt zich tegenwoordig grotendeels in het oosten van Slowakije en een klein deel in het noordoosten van Hongarije, namelijk het gebied tussen het Vihorlatské vrchy en de Latorica en een landbrug tussen de rivieren de Bodrog en de Theiss, inclusief de oude (laatste) hoofdstad van het gebied. De rivieren de Laborec en de Bodrog stromen erdoorheen. Tussen 1939 en 1945 was een groter deel van het historisch comitaat weer Hongaars. Na de Tweede Wereldoorlog waren de grenzen weer zoals na het Verdrag van Trianon. 
In dit gebied, mede rond Tokaj en Mád in het stoeldistrict van Tokaj werd veel aan wijnbouw gedaan. Deze wijnbouw werd hier geïntroduceerd door de Joden en er werd in dit gebied veel Kosjere wijn verbouwd, een bekende plek daarvoor was tot de Tweede Wereldoorlog het wijndorp Mád   . Koosjere wijn werd in Europa (werelddeel) dus bijvoorbeeld niet alleen op het Iberische schiereiland verbouwd.

## Deelgebieden
| Deelgebieden (járások)                  | Deelgebieden (járások)                      |
| Deelgebied                              | Hoofdstad                                   |
| --------------------------------------- | ------------------------------------------- |
| Sátoraljaújhely                         | Sátoraljaújhely                             |
| Sárospatak                              | Sárospatak                                  |
| Tokaj                                   | Tokaj                                       |
| Szerencs                                | Szerencs                                    |
| Bodrogköz                               | Királyhelmec, tegenwoordig Kráľovský Chlmec |
| Nagymihály                              | Nagymihály, tegenwoordig Michalovce         |
| Gálszécs                                | Gálszécs, tegenwoordig Sečovce              |
| Varannó                                 | Varannó, tegenwoordig Vranov nad Topľou     |
| Sztropkó                                | Sztropkó, tegenwoordig Stropkov             |
| Homonna                                 | Homonna, tegenwoordig Humenné               |
| Mezőlaborc                              | Mezőlaborc, tegenwoordig Medzilaborce       |
| Szinna                                  | Szinna, tegenwoordig Snina                  |
| Stadsdistrict (rendezett tanácsú város) |                                             |
| Sátoraljaújhely                         |                                             |

Sátoraljaújhely, Sárospatak, Tokaj en Szerencs liggen nog steeds in Hongarije, de overige gebieden in Slowakije.